# Nufringen
Nufringen är en kommun och ort i Landkreis Böblingen i regionen Stuttgart i Regierungsbezirk Stuttgart i förbundslandet Baden-Württemberg i Tyskland.
Kommunen ingår tillsammans med kommunerna Deckenpfronn och Herrenberg i kommunalförbundet Stadt Herrenberg.